# Короткі хвилі

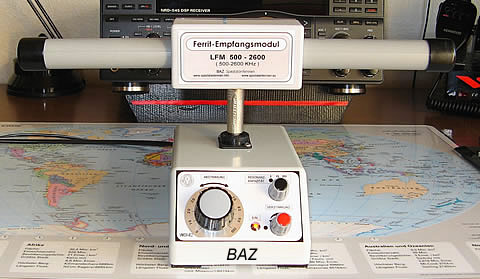
Феритова антена для прийому в діапазонах довгих, середніх та коротких хвиль

Коро́ткі хви́лі — діапазон радіохвиль з частотою від 3 МГц (довжина хвилі 100 м) до 30 МГц (довжина хвилі 10 м). Друга назва: «декаметровий діапазон хвиль».
Короткі хвилі відбиваються від іоносфери з малими втратами. Тому, шляхом багатократних відбивань від іоносфери і поверхні Землі, вони можуть поширюватися на великі відстані. Короткі хвилі використовують для радіомовлення, а також для аматорського і професійного радіозв'язку. Якість прийому при цьому залежить від різних процесів в іоносфері, пов'язаних з рівнем сонячної активності, порою року і часом доби. Так вдень краще поширюються хвилі меншої довжини, а вночі — більшої. Для зв'язку між наземними станціями і космічними апаратами вони непридатні, бо не проходять крізь іоносферу.
На коротких хвилях спостерігаються завмирання — зміна рівня сигналу, що приймається. Вони проявляються як короткочасне зниження амплітуди несучої частоти або зовсім зникнення такої. Завмирання виникають через те, що радіохвилі від передавача йдуть до приймача різними шляхами, в різній фазі і, інтерферуючи в антені приймача, можуть періодично посилювати та послаблювати одна одну.

## Вплив шарів іоносфери на поширення радіохвиль в КХ-діапазоні
Шар F2 — найвищий з іонізованих шарів іоносфери. Густина цього шару підвищується вдень, літом вона вища, ніж зимою. Максимальне поширення для зв'язку одним стрибком - до 4000 км. Чим вище густина шару, тим вища гранична частота відбиття від іоносфери. При перевищенні деякої максимальної частоти хвиля перестає відбиватися і виходить у космос. Зі збільшенням кута відбивання дана частота збільшується.
Шар F1 — існує лише вдень. Максимальне поширення для зв'язку одним стрибком - до 3000 км. Вночі зливається з шаром F2.
Шар Е — відбиваючий шар, найменш схильний до сонячної активності. Максимальне поширення для зв'язку одним стрибком до 2000 км. Максимальна частота залежить тільки від кута відбивання.
Шар Es — шар Е спорадичний. Виникає спорадично (рідко), частіше в екваторіальних широтах. Характеристики такі ж, як у шару Е.
Шар D — найнижчий із іонізованих шарів іоносфери і єдиний поглинальний шар для радіохвиль КХ діапазону. Існує лише вдень. Вночі зникає. При зникненні шару D вночі, стає можливе приймання слабких і далеко розташованих радіостанцій. Через зменшення максимальної частоти, що відбивається шаром F2 і збільшенням перешкод через зникнення шару D, вночі, професійний радіозв'язок в КХ діапазоні утруднений.
«Аврора» — відбивання радіохвиль від північного сяйва. Таким видом зв'язку вперше скористався Георгій Румянцев, легендарний[джерело?] радянський радіоаматор, радіоспортсмен і конструктор.
Прогноз максимальної частоти відбивання — розрахунок здійснюється за місячними, п'ятиденними і щоденними прогнозами.

## Радіомовні діапазони КХ
Радіомовлення на КХ ведеться на ділянках з довжиною хвилі:
1. 2300 — 2498 кГц (120 метрів, тропічний діапазон)
2. 3200 — 3400 кГц (90 метрів, тропічний діапазон)
3. 3950 — 4000 кГц (75 метрів)
4. 4750 — 5060 кГц (60 метрів, тропічний діапазон)
5. 5900 — 6200 кГц (49 метрів)
6. 7200 — 7450 кГц (41 метр)
7. 9400 — 9900 кГц (31 метр, діапазон, який найбільше використовують в наш час[коли?])
8. 11600 — 12100 кГц (25 метрів)
9. 13570 — 13870 кГц (22 метра, переважно використовують тільки в Євразії)
10. 15100 — 15800 кГц (19 метрів)
11. 17480 — 17900 кГц (16 метрів)
12. 18900 — 19020 кГц (15 метрів, переважно не використовують, міг стати DRM діапазоном)
13. 21450 — 21850 кГц (13 метрів)
14. 25670 — 26100 кГц (11 метрів, може бути використаним для місцевого DRM мовлення)

Денні піддіапазони — 11, 13, 15, 16, 19, 22, 25 метрів, нічні — 120, 90, 75, 60, 49, 41, 31 метр.
Сітка частот аналогового радіомовлення у КХ діапазонах має крок 5 кГц.

## Радіоаматорські діапазони КХ
В перші десятиліття існування радіо вважалось, що хвилі коротші 250 м малопридатні для практичних цілей. Тому весь КХ діапазон був наданий в розпорядження аматорів-ентузіастів для експериментів (див. DXing). Першим законодавчим актом, що регламентував аматорський радіозв'язок, був «Закон про радіо», прийнятий Конгресом США в 1912 р. В міру вдосконалення техніки радіозв'язку з'ясувалося, що за певних умов на КХ можливий зв'язок на далекі відстані навіть при мінімальній потужності передавача.
В даний час для аматорського зв'язку на КХ виділені строго певні діапазони частот, які дещо відрізняються для різних країн світу:
1. 1810 — 1850 кГц (160 метрів, умовно вважається короткохвильовим)
2. 1850 — 2000 кГц (160 метрів, на вторинній основі)
3. 3500 — 3800 кГц (80 метрів)
4. 7000 — 7200 кГц (40 метрів)
5. 10100 — 10150 кГц (30 метрів, на вторинній основі)
6. 14000 — 14350 кГц (20 метрів)
7. 18068 — 18168 кГц (16 метрів, на вторинній основі)
8. 21000 — 21450 кГц (15 метрів)
9. 24890 — 24990 кГц (12 метрів)
10. 28000 — 29700 кГц (10 метрів)